# Ковалівка (Кременчуцький район)
Ковалі́вка —  село в Україні, у Кременчуцькому районі Полтавської області. Входить до складу Піщанської сільської громади. Населення становить 127 осіб.

## Географія
Село Ковалівка знаходиться за 2,5 км від лівого берега річки Дніпро, примикає до міста Кременчук і села Кривуші.